# Люккер, Альфред
Альфред Люккер (нем. Alfred Lücker, 29 марта 1931, Ойскирхен, Германия — 22 декабря 2008, Фельберт, Германия) — немецкий хоккеист (хоккей на траве), вратарь. Бронзовый призёр летних Олимпийских игр 1956 года.

## Биография
Альфред Люккер родился 29 марта 1931 года в немецком городе Ойскирхен.
Играл в хоккей на траве за ЭТуФ из Эссена вплоть до ветеранских лет.
В 1952 году вошёл в состав сборной ФРГ по хоккею на траве на Олимпийских играх в Хельсинки, занявшей 5-е место. Играл на позиции вратаря, провёл 2 матча, пропустил 2 мяча от сборной Польши.
В 1956 году вошёл в состав сборной ОГК по хоккею на траве на Олимпийских играх в Мельбурне и завоевал бронзовую медаль. Играл на позиции вратаря, провёл 5 матчей, пропустил 6 мячей (четыре от сборной Новой Зеландии, по одному — от Индии и Великобритании).
21 января 1957 года за завоевание бронзы на летних Олимпийских играх в Мельбурне удостоен высшей спортивной награды ФРГ — «Серебряного лаврового листа».
В 1952—1960 годах провёл 27 матчей за сборную ФРГ.
В 1980—1985 годах был первым председателем команды ЭТуФ. Благодаря Люккеру она поднялась во вторую Бундеслигу. Впоследствии был почётным президентом клуба. 
Играл в гольф, занимался популяризацией спорта.
Умер 22 декабря 2008 года в немецком городе Фельберт.

## Семья
Был женат, вырастил пятерых детей.